# 阿旺诺尔布
阿旺诺尔布（？—？）藏族，青海卓仓人，第一世（不计追认）卓仓曼巴仓活佛。

## 生平
阿旺诺尔布是第一世（不计追认）智合仓活佛班觉丹增之弟，属于梅家。阿旺诺尔布曾经住持过瞿昙寺。圆寂之后，以贡唐仓活佛的弟子罗桑贡却尼玛为其转世，阿旺诺尔布遂成为第一世（不计追认）卓仓曼巴仓活佛。